# Історія втраченої дитини
Історія втраченої дитини (італ. Storia della bambina perduta) — роман 2014 року, написаний італійською письменницею Еленою Ферранте. Це четверта й остання частина її неаполітанських романів, якій передують «Моя неймовірна подруга», «Історія нового імені» та «Історія втечі та повернення».
З 2018 року серія книг була адаптована для серіалу «Моя неймовірна подруга» виробництва HBO та RAI. Прем’єра останнього сезону серіалу, адаптованого за четвертим романом, відбулася на HBO 9 вересня 2024 року.

## Сюжет
Провівши два щасливих тижні з Ніно у Франції, Лену повертається додому і наполягає на розлученні. Вона залишає своїх дітей на батьків П'єтро. Ніно теж повідомляє своїй дружині, що йде від неї. Протягом двох років Лену та Ніно продовжують жити окремо — вона у Флоренції, він у Неаполі, зустрічаються в різних містах протягом робочих поїздок, і почуваються закоханими та щасливими. Врешті Лену з дітьми переїжджає до Неаполя, де Ліла відкриває їй очі, що Ніно, хоч і повідомив дружині, що йде від неї, насправді продовжує з нею жити й вона вагітна їхньою другою дитиною.
Лену рве стосунки з ним, але врешті піддається на його вмовляння й змиряється зі своєю ролюю «другої дружини». Вона вагітніє від Ніно, і в той же час Ліла вагітніє від Енцо, вони народжують доньок із різницею в три тижні. Ліла назвала свою доньку на честь матері Нунцію і лагідно називає її Тіною, а Лену на честь своєї матері, яка померла від раку скоро після народження онуки, назвала свою дочку Іммаколатою — Іммою.
Лену застає Ніно, коли він трахає їхню помічницю по дому, жінку літнього віку. Вона звіряється Лілі, й та відправляє до Лену Антоніо, який стежив за Ніно за наказом Ліли, і він перераховує їй список усіх коханок Ніно. В тому числі вона дізнається, що Ніно неодноразово пропонував Лілі зійтися з ним, навіть коли вони вдвох (Ніно та Ліла) везли матір Лену до лікарні. Лену нарешті повністю розриває стосунки з ним і переїжджає до помешкання над квартирою Ліли.
Мікеле Солара закоханий у Лілу якимось звіриним коханням, і їй вдається зманіпулювати так, щоби він перемкнув свою увагу на Альфонсо, який був закоханий у Мікеле. Альфонсо намагається бути схожим зовнішньо на Лілу, носить довге волосся, завʼязане в кінський хвіст, носить сукні, які носила б Ліла. Мікеле виганяє дружину, Джильйолу, з дітьми, і живе з Альфонсо, але зневажає його, кохає й ненавидить Лілу. Врешті він «отямлюється», Альфонсо сходить з розуму від розпачу, наривається на вулиці на побиття від Мікеле. Під час одного з гомофобних нападів Альфонсо убивають і скидають його тіло в ріку. 
Брати Солара заявляються на похорон Альфонсо, і коли Ліла конфронтує з ними, Мікеле вдаряє її кулаком у обличчя так, що вона падає на землю. 
Коли Ліла працювала на Соларів, вона заволоділа великою кількістю документів, які підтверджують незаконну діяльність братів. Ліла та Лену пишуть статтю, в якій викривають Солар, у тому числі за продаж наркотиків. Стаття приносить ще більше популярності Лену, яка щойно опублікувала свою третю книгу, але майже ніяк не впливає на Солар. Починаються слідства, але немає достатньо доказів для того, щоб довести їх до кінця.
16 вересня 1984 року Лену запрошує Ніно на обід, просячи його більше проводити часу з його донькою Іммою. Він забирає всіх дівчат — Імму, Деде, Ельзу та Ліліну доньку Тіну — на прогулянку на вулицю. Згодом він зустрічає Лілу з Енцо, зупиняється з ними поговорити. Ліла бере на вулиці Імму, але не звертає уваги на свою доньку, і в цей час Тіна таємничим чином зникає. Незважаючи на всі їхні зусилля, вони не можуть знайти її чи з'ясувати, що сталося. Енцо знищений болем, він вважає, що Солари вбили її як відплату, а Ліла вірить, що вона все ще жива. Їхні стосунки розпадаються після втрати дитини.
Пізніше обох братів Солар вбивають перед церквою. Пасквале та Надію заарештовують за їхню роль комуністичних активістів у сімдесяті роки, але Пасквале відкидає всі звинувачення у злочинах, в тому числі, чи винний він у вбивстві Солар.
У 1995 році Лену покидає Неаполь і разом разом із Іммою переїжджає до Турину. Деде та Ельза поїхали на навчання до Штатів до свого батька Пʼєтро. Втративши зв'язок з Лілою, Лену порушує обіцянку ніколи не писати про неї й пише книгу про їхнє життя під назвою «Дружба». Після цього Ліла більше з нею не розмовляє.

### Епілог
У 2010 році, отримавши звістку від Ріно про зникнення матері, Лену отримує посилку поштою. Усередині вона знаходить ляльок Тіну і Ну, якими вони з Лілою гралися в дитинстві.

## Персонажі
Родина Черулло (родина чоботаря):
- Фернандо Черулло – чоботар, батько Ліли.
- Нунція Черулло – мати Ліли.
- Раффаелла Черулло, її називають також Ліна або Ліла. Народилася в серпні 1944 року. У шістдесят шість років безслідно зникає з Неаполя. У зовсім юному віці виходить заміж за Стефано Карраччі, але під час відпустки на Іскії закохується у Ніно Сарраторе й заради нього кидає чоловіка. Після невдалої спроби спільного життя з Ніно та народження сина Дженнаро, або ж Ріно, Ліла дізнається, що Ада Каппуччо чекає від Стефано дитину, і остаточно з ним розлучається. Разом з Енцо Сканно переїжджає до Сан-Джованні-а-Тедуччо, а через кілька років повертається до району з Енцо та Дженнаро.
- Ріно Черулло – старший брат Ліли. Одружений із Пінуччою Карраччі, сестрою Стефано, від якої має двох дітей. Первістка Ліли назвали на його честь – Ріно.

Родина Ґреко (родина вахтера):
- Елена Ґреко, її ще називають Ленучча або Ленý. Народилася в серпні 1944 року. Авторка цієї довгої історії, яку ви читаєте. Після початкової школи Елена успішно продовжує навчання і врешті закінчує один із найпрестижніших університетів Італії – Вищу нормальну школу в Пізі. Там вона знайомиться з П’єтро Айротою, за якого згодом виходить заміж, і перебирається до Флоренції. У них народжуються двоє доньок – Аделе, або Деде, та Ельза. Розчарована шлюбом, Елена кидає дітей та чоловіка і зав’язує роман із Ніно Сарраторе, у якого палко закохана ще з дитинства.
- Пеппе, Джанні та Еліза  – менші брати та сестра Елени. Еліза, попри незадоволення Елени, наважується на позашлюбне спільне проживання з Марчелло Соларою.
- Батько – вахтер у мерії.
- Мати – домогосподарка.

Родина Карраччі (родина дона Акілле):
- Дон Акілле Карраччі – спекулянт і лихвар. Його вбили.
- Марія Карраччі – дружина дона Акілле, мати Стефано, Пінуччі та Альфонсо. На її честь назвали доньку Стефано від Ади Каппуччо.
- Стефано Карраччі – син покійного дона Акілле, комерсант і перший чоловік Ліли. Незадоволений бурхливим шлюбом із Лілою, зав’язує стосунки з Адою Каппуччо і згодом починає з нею жити, не одружуючись. Має сина Дженнаро від Ліли та доньку Марію від Ади.
- Пінучча – дочка дона Акілле. Виходить заміж за Лілиного брата Ріно й народжує від нього двох дітей.
- Альфонсо – син дона Акілле. Довго зустрічається з Марізою Сарраторе і зрештою наважується з нею одружитися.

Родина Пелузо (родина столяра):
- Альфредо Пелузо – столяр, комуніст. Помер у в’язниці.
- Джузеппіна Пелузо  – віддана дружина Альфредо. Після смерті чоловіка накладає на себе руки.
- Пасквале Пелузо  – старший син Альфредо та Джузеппіни, муляр, комуніст-активіст.
- Кармела Пелузо, яку називають Кармен, – сестра Пасквале, тривалий час зустрічалася з Енцо Сканно. Згодом вийшла заміж за власника заправки на трасі, має двох дітей.

Родина Каппуччо (родина божевільної вдови):
- Меліна – удова, родичка Нунції Черулло. Тривалий час була коханкою Донато Сарраторе й ледь не збожеволіла після розриву з ним.
- Чоловік Меліни – загинув за невідомих обставин.
- Ада Каппуччо – дочка Меліни. Тривалий час зустрічалася з Пасквале Пелузо, потім стала коханкою Стефано Карраччі й народила від нього доньку Марію.
- Антоніо Каппуччо – її брат, механік. Зустрічався з Еленою.

Родина Сарраторе (родина залізничника-поета):
- Донато Сарраторе – страшенний бабій, був коханцем Меліни Каппуччо. Елена в юному віці віддалася йому на пляжі Іскії. На цей крок вона наважилася, бо страждала через роман Ніно і Ліли.
- Лідія Сарраторе  – дружина Донато.
- Ніно Сарраторе – старший із п’яти дітей Донато та Лідії. Тривалий час таємно зустрічався з Лілою. Одружений з Елеонорою та виховує з нею сина Альбертіно. Зав’язує роман з Еленою, яка також має чоловіка й дітей.
- Маріза Сарраторе – сестра Ніно. Одружена з Альфонсо Карраччі. Стає коханкою Мікеле Солари й народжує від нього двох дітей.

Родина Сканно (родина зеленяра):
- Нікола Сканно – зеленяр, помер від запалення легенів.
- Ассунта Сканно – дружина Ніколи, померла від раку.
- Енцо Сканно – син Ніколи та Ассунти, теж зеленяр. Тривалий час зустрічався з Кармен Пелузо. Дбає про Лілу та її сина Дженнаро, коли вона вирішує покинути Стефано Карраччі, і забирає їх до Сан-Джованні-а-Тедуччо.

Родина Солар (родина власника бару-кондитерської з однойменною назвою):
- Сильвіо Солара – власник бару-кондитерської.
- Мануела Солара – дружина Сильвіо, лихварка. У літньому віці її вбили на порозі власного будинку.
- Марчелло та Мікеле Солари – сини Сильвіо та Мануели.
- Через багато років після того, як Ліла йому відмовила, Марчелло бере собі за коханку Елізу, молодшу сестру Елени.
- Мікеле одружений із Джильйолою, донькою кондитера, і має від неї двох дітей. Коханець Марізи Сарраторе, яка народжує йому ще двійко дітей. Попри це він і надалі відчуває несамовиту пристрасть до Ліли.

Родина Спаньйоло (родина кондитера):
- Синьйор Спаньйоло – кондитер у барі «Солара».
- Роза Спаньйоло – дружина кондитера.
- Джильйола Спаньйоло – дочка кондитера, дружина Мікеле Солари та мати двох його дітей.

Родина Айрот:
- Ґвідо Айрота – викладач грецької літератури в університеті.
- Аделе  – його дружина.
- Маріароза Айрота  – старша дочка, викладачка історії мистецтва в Мілані.
- П’єтро Айрота  – молодий викладач в університеті. Чоловік Елени, батько Деде та Ельзи.

Викладачі:
- Ферраро  – учитель і бібліотекар.
- Олів’єро  – учителька.
- Джераче  – викладач у гімназії.
- Ґальяні  – викладачка в ліцеї.

Інші персонажі:
- Джино – син аптекаря та перший хлопець Елени. Ватажок фашистів у районі, його вбили перед аптекою під час вуличної сутички.
- Нелла Інкардо  – двоюрідна сестра вчительки Олів’єро.
- Армандо  – студент-медик, син викладачки Ґальяні. Одружений з Ізабеллою, з якою виховує сина Марко.
- Надя  – студентка, дочка викладачки Ґальяні, зустрічалася з Ніно. Під час політичної діяльності зближується з Пасквале Пелузо.
- Бруно Соккаво  – друг Ніно Сарраторе, спадкоємець багатого промисловця. Його вбили на власній ковбасній фабриці.
- Франко Марі  – хлопець Елени в перші роки її навчання в університеті. Згодом став відомим політичним діячем. Під час вуличної сутички з фашистами втратив око.
- Сильвія – студентка університету, політична активістка. Має сина Мірко, якого народила після короткого роману з Ніно Сарраторе.

## Сприйняття
Роман був дуже добре сприйнятий критиками, а The Guardian назвав його «лякаюче проникливим фіналом». У журналі «BookMarks» за листопад/грудень 2015 року книга отримала чотири бали з п’яти. Журнал цитує The Los Angeles Times : «Історія втраченої дитини доводить цей насичений і масштабний квартет до «майстерного завершення».
Елісса Шаппель, дописувачка Vanity Fair, прокоментувала останню книгу Квартету як «Це Ферранте на піку своєї геніальності». Джудіт Шулевіц в «The Atlantic» особливо похвалила те, як книги в останній частині повертаються до самого початку, до дитячих ігор Ліли та Лену, замикаючи коло. Морін Корреган у огляді для National Public Radio також високо оцінила кінцівку романів, назвавши її «ідеальним спустошенням».
Роджер Коен написав для The New York Review of Books: «Взаємодія двох жінок є центральною для квартету, який є інтроспективним і одночасно широким, особистим і політичним, охоплюючи понад шість десятиліть життя двох жінок і те, як ці життя перетинаються з потрясіннями в Італії, від революційного насильства лівих Червоних бригад до радикального фемінізму».
Даррен Френич у огляді для Entertainment Weekly назвав ці романи серією десятиліття, сказавши: «Неаполітанські романи — це серія десятиліття, тому що вони так чітко відображають це десятиліття: суперечливі, ревізіоністські, відчайдушні, повні надії, революційні, ейфорично жіночні навіть перед обличчям агресивної чоловічої корозії». У 2024 році газета New York Times поставила «Історію втраченої дитини» на 80 місце серед 100 найкращих книг 21 століття.